# 마리아 루이사 디 사보이아 왕녀

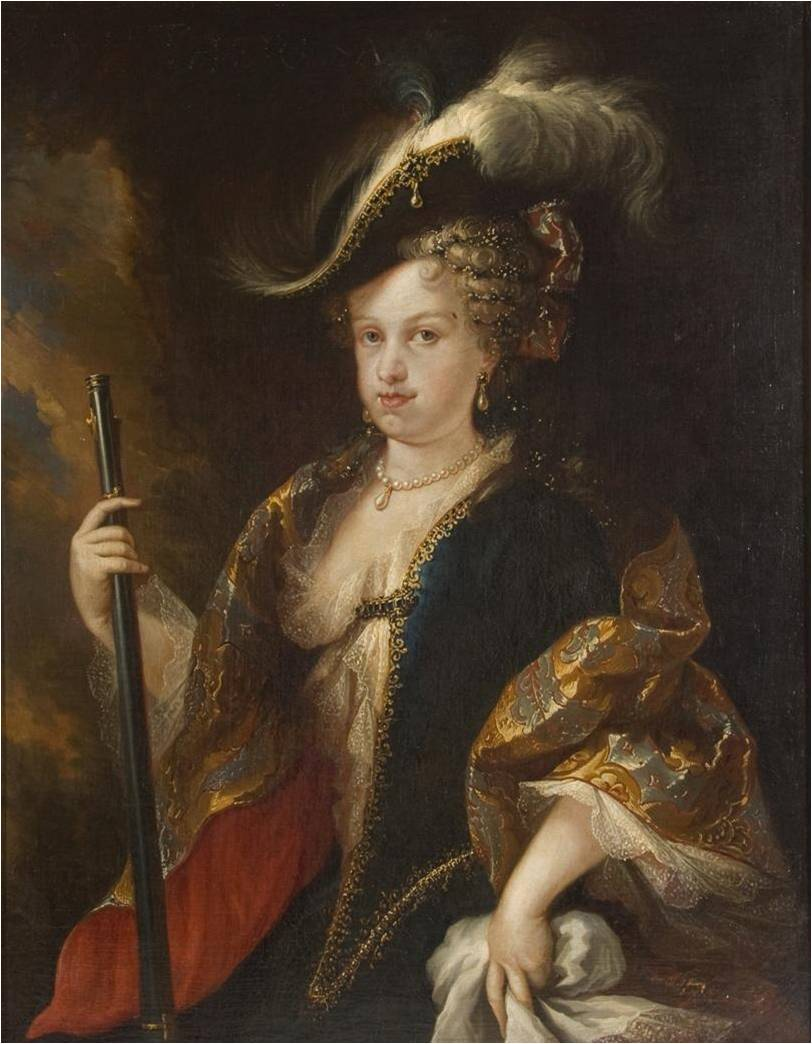
마리아 루이사 디 사보이아 왕녀

마리아 루이사 디 사보이아 왕녀(이탈리아어: Maria Luisa di Savoia, 스페인어: Maria Luisa de Saboya 마리아 루이사 데 사보야[*], 1688년 11월 17일 ~ 1714년 2월 14일)는 스페인 국왕 펠리페 5세의 첫 번째 왕비이다.

## 생애
사르데냐 왕국의 초대 군주 비토리오 아메데오 2세와 그 왕비 오를레앙의 안나 마리아의 둘째딸로 태어났다. 언니는 프랑스로 시집간 마리 아델라이드 드 사부아 왕녀로 두 자매는 사이가 좋았다.
마리아 루이사는 1701년 펠리페 5세와 결혼했고, 부부 사이는 원만했다. 스페인 왕위 계승 전쟁으로 남편이 궁을 비운 사이, 마리아 루이사는 남편을 대신해 정무를 처리하는 한편 군자금과 인재를 모집하는 등 남편과 스페인을 지원하는 일에 노력을 아끼지 않았다. 그녀가 젊은 나이에도 불구하고 현명한 통치를 펼친 덕분에 스페인은 왕의 부재를 별탈없이 넘길 수 있었다.
스페인 왕위 계승 전쟁은 펠리페 5세의 스페인 왕위를 인정받는 것으로 마무리지어졌으나 마리아 루이사는 이듬해인 1714년 결핵으로 세상을 떠났다. 펠리페 5세는 같은 해 파르마 공국의 공녀 엘리자베타 파르네세와 재혼했다.

## 자녀
- 루이스(1707~1724)
- 펠리페 루이스(1709)
- 펠리페 페드로(1712~1719)
- 페르난도(1713~1759)